# Gittinsite
La gittinsite è un minerale.